# Лукашівка (Курська область)
Лукашівка (рос. Лукашевка) — присілок в Курчатовському районі Курської області Російської Федерації.
Населення становить 111 осіб. Входить до складу муніципального утворення Дичнянська сільрада.

## Історія
Населений пункт розташований на території українського етнічного та культурного краю Східна Слобожанщина.
Від 2004 року входить до складу муніципального утворення Дичнянська сільрада.

## Населення
| 1939 | 2002 | 2010 |
| ---- | ---- | ---- |
| 1217 | ↘73  | ↗111 |